# یواس‌اس هبه (اس‌پی-۹۶۶)
یواس‌اس هبه (اس‌پی-۹۶۶) (به انگلیسی: USS Hebe (SP-966)) یک کشتی بود که طول آن ۵۲ فوت (۱۶ متر) بود. این کشتی در سال ۱۹۱۲ ساخته شد.